# 李圭閔
李圭閔（：／ Lee Kyu-min，1968年5月10日—），大韓民國自由派政治人物，第21屆國會議員。